# Поллард, Тони
Тони Рэндалл Поллард (англ. Tony Randall Pollard; 30 апреля 1997, Мемфис, Теннесси) — американский футболист, раннинбек клуба НФЛ «Даллас Каубойс». На студенческом уровне играл за команду Мемфисского университета. На драфте НФЛ 2019 года был выбран в четвёртом раунде.

## Биография
Тони Поллард родился 30 апреля 1997 года в Мемфисе. Один из трёх детей в семье. Учился в старшей школе Мелроуз, в составе его команды играл ди-бэком и принимающим. Включался в состав сборной звёзд округа на обоих позициях. После окончания школы поступил в Мемфисский университет.

### Любительская карьера
Сезон 2015 года Поллард провёл в статусе освобождённого игрока, тренируясь с командой, но не участвуя в матчах. В 2016 году он дебютировал в футбольном турнире NCAA, выходил на поле на позиции раннинбека и как игрок специальных команд. Сыграв в тринадцати матчах, Поллард суммарно набрал 1534 ярда — пятый результат в истории университета. Большую их часть он набрал на возвратах начальных ударов, войдя в число лидеров NCAA по общему и среднему количеству заработанных ярдов. Два возврата завершились тачдаунами, что стало рекордом университета. Один из них стал рекордным по дистанции — 100 ярдов в игре против команды Военно-морской академии. По итогам сезона Полларда признали игроком года специальных команд в конференции ACC.
В 2017 году Поллард играл раннинбеком и принимающим, но основной вклад в результаты команды внёс как специалист по возвратам. В тринадцати матчах он суммарно заработал 1649 ярдов и занёс четыре тачдауна на возвратах. Второй год подряд он стал лучшим игроком специальных команд в конференции, а также вошёл в символическую сборную звёзд сезона. В четырнадцати играх турнира 2018 года Поллард набрал 1677 ярдов, по результативности став третьим бегущим и вторым принимающим команды. Последней игрой в составе команды для него стал Бирмингем Боул против «Уэйк Форест Демон Диконс». «Мемфис» проиграл матч 34:37, но Поллард набрал 318 ярдов, установив рекорд боула. В декабре 2018 года он окончил университет по специальности «спорт и организация досуга». В январе 2019 года он объявил о своём выходе на драфт НФЛ.

#### Статистика выступлений в NCAA
| Сезон | Команда        | Игры | Приём | Приём | Приём | Приём | Вынос | Вынос | Вынос | Вынос |
| Сезон | Команда        | Игры | Rec   | Yds   | Y/A   | TD    | Att   | Yds   | Y/A   | TD    |
| ----- | -------------- | ---- | ----- | ----- | ----- | ----- | ----- | ----- | ----- | ----- |
| 2015  | Мемфис Тайгерс | —    | —     | —     | —     | —     | —     | —     | —     | —     |
| 2016  | Мемфис Тайгерс | 13   | 29    | 298   | 10,3  | 2     | 31    | 159   | 5,1   | 1     |
| 2017  | Мемфис Тайгерс | 13   | 36    | 536   | 14,9  | 4     | 30    | 230   | 7,7   | 2     |
| 2018  | Мемфис Тайгерс | 14   | 39    | 458   | 11,7  | 3     | 78    | 552   | 7,1   | 6     |
| Всего | Всего          | 40   | 104   | 1292  | 12,4  | 9     | 139   | 941   | 6,8   | 9     |

### Профессиональная карьера
Перед драфтом НФЛ 2019 года аналитик издания Bleacher Report Мэтт Миллер к достоинствам Полларда относил его универсальность и полезность в обманных комбинациях, навыки работы на возвратах мяча, полезность в пасовом нападении, умение находить свободные зоны. Минусами Миллер называл недостаток опыта игры на позиции раннинбека, недостаток физической силы, среднюю скорость, зависимость от игровых схем нападения.
На драфте Поллард был выбран «Далласом» в четвёртом раунде под общим 128 номером. В мае он подписал с клубом четырёхлетний контракт на сумму 3,2 млн долларов. В дебютном сезоне он сыграл в пятнадцати матчах и стал самым ярко проявившим себя новичком «Каубойс». Поллард набрал 455 ярдов на выносе и 107 ярдов на приёме, суммарно сделав пять тачдаунов. Высокие оценки в прессе получила его связка с Эзекилем Эллиоттом. В 2020 году Поллард сыграл шестнадцать матчей, по ряду статистических показателей опередив Эллиотта. Он набрал 435 ярдов на выносе, 193 на приёме и 766 на возвратах. Доля проведённых им розыгрышей в нападении выросла с 19 % до 32 %. При этом он не допустил ни одной потери мяча.
Чемпионат 2021 года Поллард вновь провёл в статусе дублёра Эллиотта, но установил личные рекорды по количеству набранных на приёме и выносе ярдов. Издание Pro Football Focus поставило ему за сезон оценку 90,3 баллов, второй показатель среди всех бегущих в лиге. Несмотря на высокую эффективность, в нападении он провёл всего 35 % от общего числа снэпов команды. После поражения «Далласа» в игре уайлд-кард раунда плей-офф, координатор нападения Келлен Мур признал, что Полларду следовало дать больше игрового времени. В мае 2022 года аналитик сайта НФЛ Синтия Фрелунд включила его в число шестнадцати самых недооценённых игроков лиги.

#### Статистика выступлений в НФЛ

##### Регулярный чемпионат
| Сезон | Команда        | Игры | Приём | Приём | Приём | Приём | Вынос | Вынос | Вынос | Вынос |
| Сезон | Команда        | Игры | Rec   | Yds   | Y/A   | TD    | Att   | Yds   | Y/A   | TD    |
| ----- | -------------- | ---- | ----- | ----- | ----- | ----- | ----- | ----- | ----- | ----- |
| 2019  | Даллас Каубойс | 15   | 15    | 107   | 7,1   | 1     | 86    | 455   | 5,3   | 2     |
| 2020  | Даллас Каубойс | 16   | 28    | 193   | 6,9   | 1     | 101   | 435   | 4,3   | 4     |
| 2021  | Даллас Каубойс | 15   | 39    | 337   | 8,6   | 0     | 130   | 719   | 5,5   | 2     |
| Всего | Всего          | 46   | 82    | 637   | 7,8   | 2     | 317   | 1609  | 5,1   | 8     |

##### Плей-офф
| Сезон | Команда        | Игры | Приём | Приём | Приём | Приём | Вынос | Вынос | Вынос | Вынос |
| Сезон | Команда        | Игры | Rec   | Yds   | Y/A   | TD    | Att   | Yds   | Y/A   | TD    |
| ----- | -------------- | ---- | ----- | ----- | ----- | ----- | ----- | ----- | ----- | ----- |
| 2021  | Даллас Каубойс | 1    | 2     | 12    | 6,0   | 0     | 4     | 14    | 3,5   | 0     |
| Всего | Всего          | 1    | 2     | 12    | 6,0   | 0     | 4     | 14    | 3,5   | 0     |